# Equatore (film 1939)
Equatore è un film del 1939 diretto da Gino Valori, tratto dell'omonima commedia di Alessandro De Stefani.